# Kamuku-Nationalpark
Der Kamuku-Nationalpark liegt im Nordwesten des Bundesstaates Kaduna im Zentrum von Nigeria. Er bedeckt eine Fläche von 1120 km² und ist größtenteils ein flaches Landstück. Die östliche Grenze des Nationalparks bilden die Birnin Gwari Berge, die nordwestliche wird durch die Grenze zu Zamfara und den Fluss Mariga gebildet, der ihn vom Kwiambana Game Reserve trennt. 

## Flora und Fauna
Die Vegetation entspricht dem Vegetationstyp der Westlichen Sudan Savanne, die an einigen Stellen auch Elemente der Sahel Akazien Savanne besitzt. Die dominanten Baumarten sind Isoberlinia doka, Terminalia avicennioides und Detarium macrocarpum. Ebenso kommen die Baumarten Danellia oliveri, Nauclea latifolia, verschiedene Arten aus der Tribus Akazien (Acacieae), Lophira lanceolata, Parkia biglobosa, Prosopis africana und Isoberlinia tomentosa vor. Elaeis guineensis gedeiht vor allem an den Flussauen in den Galeriewäldern. 
An größeren Säugetieren kommen der afrikanische Elefant, die Pferdeantilope (Hippotragus equinus), der Riedbock (Redunca redunca), die Westafrika-Kuhantilope (Alcelaphus major) und kleine Gruppen des Löwen (Panthera leo) im Nationalpark vor. 
Die Avifauna ist ebenso artenreich; so leben in den Grenzen des Nationalparks ca. 192 Vogelarten, wie zum Beispiel der Sekretär (Sagittarius serpentarius), die Savannentrappe (Neotis denhami) und der Nördliche Hornrabe (Bucorvus abyssinicus).

## Quelle
- BirdLife International: Kamuku National Park. Abgerufen am 17. Januar 2022.
- Der Nationalpark auf der Website des Nigerianischen Park Service